# Nishi-Umeda (metropolitana di Osaka)
Nishi-Umeda (西梅田駅?, Nishi-Umeda-eki) (T19) è una stazione capolinea della linea Yotsubashi, che fa parte della metropolitana di Osaka. È situata nella zona di Umeda nel quartiere Kita-ku della Città di Osaka, in Giappone.
L'interscambio con le linee Midosuji e Tanimachi della metropolitana non è possibile all'interno della stazione. Si deve uscire dai tornelli, conservando il biglietto, ed arrivare entro 30 minuti alle vicine stazioni di Umeda per la Midosuji, e di Higashi-Umeda per la Tanimachi, a cui la stazione Nishi-Umeda è collegata da un'estesa rete di gallerie sotterranee. Altre stazioni raggiungibili attraverso tali gallerie sono quelle di Umeda delle ferrovie Hankyū e Hanshin e quelle delle ferrovie del Gruppo JR nella stazione di Ōsaka e in quella di Kitashinchi.

## Interscambi

### Metropolitana di Osaka
Per tutte le linee della metropolitana di Osaka vige un sistema tariffario integrato:
- Stazione di Higashi-Umeda
  -  Linea Tanimachi
- Stazione di Umeda
  -  Linea Midōsuji

### Altre ferrovie
Per le altre ferrovie non esiste sistema tariffario integrato con le linee della metropolitana e si devono acquistare i biglietti separatamente:
- Stazione di Umeda
  - Ferrovie Hanshin
    - Linea principale Hanshin

  - ■Ferrovie Hankyū:
    - Linea Kōbe
    - Linea Takarazuka
    - Linea Kyōto
- Stazione di Ōsaka
  - West Japan Railway Company:
    - Linea principale Tōkaidō (linee JR Kyōto, JR Kōbe e JR Takarazuka)
    - Linea Circolare di Ōsaka
- Stazione di Kitashinchi
  - West Japan Railway Company:
    - Linea JR Tōzai

## Struttura
La stazione è dotata di una banchina ad isola con due binari sotterranei ed incarrozzamento a raso.
| 1-2 | Linea Yotsubashi |  | Per Hommachi, Yotsubashi, Namba, Daikokuchō e Suminoekōen |

## Stazioni adiacenti
| «                | Servizio         | »                |
| Linea Yotsubashi | Linea Yotsubashi | Linea Yotsubashi |
| ---------------- | ---------------- | ---------------- |
| Capolinea        | Locale           | Higobashi        |